# Годзилла против Мехагодзиллы
«Годзилла против Мехагодзиллы» (яп. ゴジラ対メカゴジラ Годзира тай Мэкагодзира) — японский кайдзю-фильм студии Toho 1974 года. Является четырнадцатым фильмом о Годзилле, шестым фильмом, в котором появляется Ангирус и первым фильмом с участием Мехагодзиллы и Кинг Сизара. Это пятый и последний фильм о Годзилле, режиссёром которого был Дзюн Фукуда.
Мировая премьера состоялась 21 марта 1974 года, спустя двадцать лет после выхода первого фильма.
Были сняты ещё два фильма с таким названием, но они не связаны друг с другом. Сущестувет всего один сиквел — «Террор Мехагодзиллы», где Годзилла сталкивается с тем же самым инопланетным роботом.

## Сюжет
На Окинаве археолог обнаруживает статую древнего, похожего на льва, бога Кинг Сизара. На статуе написано, что когда появится чёрное облако, появится монстр и будет всё разрушать, и два других монстра должны противостоять ему.
Когда появляется чёрное облако, начинается землетрясение, и со стороны горы Фудзи появляется Годзилла. Люди не могут поверить в то, что Годзилла — тот самый злой монстр из пророчества. На удивление людей Годзилла серьёзно ранит своего союзника Ангируса.
Годзилла разрушает завод по переработке нефти и вскоре из моря появляется другой Годзилла. Выясняется, что первый злой Годзилла на самом деле Мехагодзилла — гигантский киборг, замаскированный под Годзиллу, который был построен расой обезьяноподобных пришельцев. Мехагодзилла тяжело ранит Годзиллу и тот отступает.
В отдалении от места битвы Годзиллу настигает тайфун с грозой и молния заряжает его энергией.
В это время археологи, благополучно избежав участи оказаться в плену у пришельцев, возвращают статую на Окинаву в храм, и в прибрежной скале пробуждается Кинг Сизар. На Окинаву прилетает Мехагодзилла и начинается битва. Вскоре появляется и Годзилла, но даже вместе с Кинг Сизаром он долго не может одолеть киборга. Когда Мехагодзилла включает двигатели и взлетает, Годзилла создаёт вокруг себя магнитное поле, притягивая Мехагодзиллу. Годзилла сворачивает голову киборгу и сбрасывает его в море. Кинг Сизар возвращается в свою пещеру, в которой пробудет до тех пор, пока миру снова не будет угрожать опасность, а Годзилла уходит в океан.

## В ролях
| Актёр           | Роль                      |
| --------------- | ------------------------- |
| Масааки Даймон  | Кэйсукэ Симидзу           |
| Кадзуя Аояма    | Масахико Симидзу          |
| Акихико Хирата  | профессор Хидэто Миядзима |
| Хироси Коидзуми | профессор Вагура          |
| Рэйко Тадзима   | Саэко Канэсиро            |
| Хироми Мацусита | Икуко Миядзима            |
| Горо Мицуми     | главный пришелец          |
| Син Кисида      | агент Интерпола Намбара   |
| Исао Дзуси      | Годзилла                  |
| Исэ Мори        | Мехагодзилла              |

## Создание
К двадцатилетию франшизы о Годзилле кинокомпания Toho хотела снять фильм «Схватка гигантских монстров на Окинаве». Над сюжетом работали Синьити Секидзава и Масами Фукусима. Доработанный Дзюном Фукудой сценарий был готов к 1973 году.
Главной темой в фильме вновь стало прибытие пришельцев-захватчиков, которые могут управлять своим могущественным монстром. В одном из первоначальных вариантов сценария в фильме должна была появиться Мотра и новый монстр Гаруган. Впоследствии от Мотры отказались, добавив Мехагодзиллу, а Гаругана переименовали в Кинга Баругана. Это должен был быть тёмно-красный монстр с бронзовым отливом, главной способностью которого было отражение тепловых атак врагов. Размером Баруган должен был быть почти как Годзилла — 50 м в высоту и 30 000 т веса. В конечном варианте сценария этого кайдзю заменили на Кинг Сизара. Также в фильме появился классический монстр Ангирус. Это его последнее появление в периоде Сёва (1954—1975 гг).

## В американском прокате
В США фильм показывался в кинотеатрах под руководством Cinema Shares International в 1977 году. Как и в случае с «Годзиллой против Мегалона», в американском прокате была использована международная версия фильма. Изначально название фильма звучало как «Годзилла против бионического монстра» (Godzilla vs. Bionic Monster), но из-за того, что в те годы был популярен сериал The Bionic Woman, позже фильм был переименован в «Годзилла против программируемого монстра» (Godzilla vs. Cosmic Monster.). Под похожим названием фильм выходил и в Великобритании.
На американском постере фильма нет Ангируса и Кинг Сизара.
На протяжении фильма Мехагодзилла совершенствуется — он обретает возможность выставлять обжигающее защитное поле из какого-то лазера. При этом, когда робот был замаскирован под Годзиллу, он извергал жёлтый тепловой луч, но потом перестал его использовать.
Статуэтка Кинг Сизара напоминает изображение Сизы.

## Критика
«Годзилла против Мехагодзиллы» признан самым лучшим фильмом с Годзиллой среди тех не совсем удачных, которые были сняты с 1969 по 1975 годы. Фильм имел умеренный, но гораздо больший успех, чем «Годзилла против Мегалона». В Японии было продано 1 330 000 билетов к фильму.

## Релиз
В 1988 году полная версия фильма была выпущена New World Video вместе с «Годзиллой против Гайгана» и «Возвращением Годзиллы», а релиз международной версии фильма состоялся в 2004 году.
В Италии фильм вышел под названием «Годзилла против робота», а во Франции — как «Годзилла против механического монстра».